# Smilethericles
Smilethericles is een geslacht van rechtvleugeligen uit de familie Thericleidae. De wetenschappelijke naam van dit geslacht is voor het eerst geldig gepubliceerd in 1997 door Baccetti.

## Soorten
Het geslacht Smilethericles omvat de volgende soorten:
- Smilethericles borana Baccetti, 1997
- Smilethericles uaboni Baccetti, 1997